# Alexis Kojevnikov
Pour les articles homonymes, voir Kojevnikov.
Alexis Iakovlevitch Kojevnikov (en russe : Алексей Яковлевич Кожевников), né en 1836 à Riazan et mort le 23 octobre 1902 à Moscou, est un neurologue et psychiatre russe. Pionnier de la psychiatrie en Russie, il a milité pour un traitement humain des malades mentaux.
Il a travaillé notamment sur la diplégie spastique ainsi que sur la neuropathologie de l'ophthalmoplegia (en) et de la Bulbar palsy (en). On a donné son nom à l'épilepsie partielle continue.

## Biographie
Natif de Riazan, Kojevnikov étudie la médecine à l'université de Moscou de 1853 à 1858. Il poursuit alors des études en Allemagne, en Suisse, en Angleterre et en France. Il fait d'importantes découvertes sur des corrélations pathologiques dans l'étude de la sclérose latérale amyotrophique au laboratoire de Jean-Martin Charcot, à Paris. En 1869, il retourne à Moscou, où il travaille à l'hôpital Novo-Ekaterininski. À la même époque, il enseigne également les maladies neurologiques et psychiatriques.
De 1870 à 1884, il est responsable de la clinique des maladies neurologiques. Il devient professeur extraordinaire à partir de 1873.
En 1880, Kojevnikov obtient une chaire à l'université de Moscou. En 1886, il fonde la clinique de psychiatrie de l'université, puis la Société des neuropathologistes et psychiatres de Moscou en 1890.
Parmi ses étudiants et assistants, on compte notamment Sergueï Korsakov (1853-1900), Grigori Rossolino (en) (1860-1928), Liveri Darkchevitch (en) (1858-1925), Vladimir Roth (en) (1848-1916) et Lazar Minor (en) (1855-1942).
Il est le grand-père paternel d'Alexis Kow (1901-1978), dessinateur et affichiste.